# Martine Biron
Martine Biron, née en 1962 à Montréal, est une journaliste et une femme politique québécoise. Elle est élue députée de Chutes-de-la-Chaudière à l'Assemblée nationale du Québec sous la bannière de la Coalition avenir Québec lors des élections générales du 3 octobre 2022. 
Le 20 octobre 2022, elle est nommée ministre des Relations internationales et de la Francophonie et ministre responsable de la Condition féminine.

## Biographie
Née en 1962 à Montréal, Martine Biron fait carrière comme journaliste pour Radio-Canada de 1993 à 2022. Elle est notamment analyste politique à la colline parlementaire de Québec. 
Pressentie comme candidate potentielle, elle annonce officiellement sa candidature pour la Coalition avenir Québec en août 2022. Elle se présente dans Chutes-de-la-Chaudière pour succéder au député sortant Marc Picard, également de la Coalition avenir Québec.

## Résultats électoraux
|                                                                                               | Nom                  | Parti            | Nombre de voix | %      | Maj.  |
| --------------------------------------------------------------------------------------------- | -------------------- | ---------------- | -------------- | ------ | ----- |
|                                                                                               | Martine Biron        | Coalition avenir | 22 055         | 47,5 % | 9 415 |
|                                                                                               | Mario Fortier        | Conservateur     | 12 640         | 27,2 % | -     |
|                                                                                               | François-Noël Brault | Parti québécois  | 5 163          | 11,1 % | -     |
|                                                                                               | Caroline Thibault    | Québec solidaire | 4 311          | 9,3 %  | -     |
|                                                                                               | Wafa Oueslati        | Libéral          | 2 298          | 4,9 %  | -     |
| Total                                                                                         | Total                | Total            | 46 467         | 100 %  |       |
| Le taux de participation lors de l'élection était de 78,9 % et 689 bulletins ont été rejetés. |                      |                  |                |        |       |